# Paulina Sykut
Paulina Sykut (Puławy, 1980) is een Poolse meteorologe en televisiepresentatrice op het gebied van weer.

## Carrière
Sykut studeerde af in meteorologie aan de universiteit van Lublin. Na haar studie begon ze als weerpresentatrice bij het televisiestation TV4 waarna ze na enkele jaren overstapte naar de televisiezender Polsat. In 2010 deed ze mee aan het programma Tylko nas dwoje (Poolse versie van het Britse televisieprogramma Just the Two of Us) welke ze won. Ondanks de succesvolle deelname aan het programma en het plezier dat ze beleefd aan jazz zingen heeft ze geen ambitie voor een muzikale carrière.